# Stanisław Wizner
Stanisław Wizner, ps. „Huragan” (ur. 23 kwietnia 1893 w Ostatnim Groszu, zm. 28 marca 1942 w Rędzinach) – kapitan rezerwy Wojska Polskiego, współzałożyciel Organizacji Orła Białego w Częstochowie.

## Życiorys
Urodził się 23 kwietnia 1893 roku w Ostatnim Groszu (obecnie dzielnica Częstochowy). W młodości interesował się piłką nożną, grał w drużynie Towarzystwa Futbolowego Częstochowianka, którą założył wraz z kolegami w 1909 roku. Jako sportowiec zyskał przydomek „Tygrys Ostatniego Grosza”.
W czasie I wojny światowej, w 1915 roku, wstąpił do Polskiej Organizacji Wojskowej. 11 listopada 1918 roku uczestniczył w rozbrajaniu Niemców na terenie Częstochowy. Następnie rozpoczął służbę w 5 Pułku Piechoty Legionów. W jego szeregach walczył w wojnie polsko-bolszewickiej. Brał również udział jako ochotnik w III powstaniu śląskim. Potem wyjechał do Francji i zaciągnął się na kilka lat do Legii Cudzoziemskiej, służąc w jej barwach do 1926 roku w Afryce Północnej i na San Domingo.
W październiku 1927 roku wziął ślub z Anielą Spałek. Cztery lata później wraz z żoną powrócił do Polski.
Podczas II wojny światowej, jesienią 1939 roku, zajął się działalnością konspiracyjną. Przybrał wówczas pseudonim „Huragan”. Współtworzył częstochowski oddział Organizacji Orła Białego. Został dowódcą oddziału „Odwet”, który zajmował się akcjami dywersyjnymi i atakami na niemieckie posterunki. Jego pierwszym osiągnięciem jako dowódcy było zorganizowanie tajnego punktu wytwarzania materiałów wybuchowych w fabryce chemicznej na Aniołowie. W kwietniu 1940 roku przyłączył się do Polskiego Związku Wolności. Organizował oddziały konspiracji na znacznym terenie, od Częstochowy po Radomsko.
Zginął 28 marca 1942 roku z rąk niemieckiej żandarmerii podczas zakładania placówki PZW w Rędzinach. Został pochowany na miejscowym cmentarzu parafialnym.

## Upamiętnienie
Od 2006 roku imię kpt. Stanisława Wiznera nosi ulica w Rędzinach. Ponadto w 2019 roku grób Stanisława Wiznera został wpisany do ewidencji miejsc pamięci województwa śląskiego.